# Западный, Семён Израилевич
Семён Изра́илевич За́падный (Ке́ссельман) (1899—1938) — высокопоставленный сотрудник ЧК-ОГПУ-НКВД СССР, заместитель начальника УНКВД по Дальневосточному краю, комиссар государственной безопасности 3-го ранга (29.11.1935). Входил в состав особой тройки НКВД СССР. Расстрелян в «особом порядке»  в 1938 году, реабилитирован посмертно. 

## Биография
Родился в 1899 год в Одессе в семье еврея-ремесленника. Окончил казенное еврейское училище, работал конторщиком.
Член РСДРП(б) с октября 1917 года. С 1917 года — рядовой Красной гвардии сотни Харченко в Одессе, участник советского восстания в Одессе, а также боёв с войсками Центральных держав, оккупировавших Украину — отступал до Харькова, был ранен. После лечения в Ростове, Саратове и Москве вернулся в Одессу, где работал в большевистском подполье (член Президиума, секретарь разведки и контрразведки Одесского подпольного комитета, начальник оперативного штаба).
В апреле-августе 1919 года — секретарь Одесской ЧК, после занятия Одессы ВСЮР — служил в Южной группе войск, в разведке 45-й и 58-й стрелковых дивизий. С конца 1919 года работал в ЧК в Москве, на Волыни, в Киеве, Екатеринославе, вновь в Волынской губернской ЧК и Харькове (заместитель председателя губернского ЧК, временно исполняющий обязанности начальника и начальник городского отдела ГПУ, образованного вместо ликвидированного губернского отдела, одновременно заместитель начальника СОЧ ГПУ УССР).
С марта 1924 года — помощник начальника Киевского губернского отдела ГПУ, с декабря 1925 — начальник Киевского окружного отдела ГПУ. В 1928—1930 годах — начальник Учётно-организационного управления ГПУ при СНК Украинской ССР.
С января 1930 г. заместитель полпреда ОГПУ (с июля 1934 г. — начальника УНКВД) по Дальневосточному краю, одновременно, по 1937 год — начальник УНКВД Хабаровской области ДВК. Этот период отмечен вхождением в состав особой тройки, созданной по приказу НКВД СССР от 30.07.1937 № 00447 и активным участием в сталинских репрессиях.
Член Дальневосточного крайкома ВКП(б) с 1930 года, член Дальневосточного крайисполкома и кандидат в члены Президиума крайисполкома с 1931 года. Член Хабаровского горсовета с 1930 года.

## Завершающий этап
Арестован УГБ УНКВД ДВК 8 августа 1937 года, как один из руководителей «правотроцкистской организации» в УНКВД ДВК («дело»  вел заместитель начальника 4-го отдела УНКВД ДВК лейтенант ГБ А. П. Малахов). Следствием Западному было предъявлено обвинение по ст. 581б УК РСФСР ("измена Родине, совершенное военнослужащим"). 28 октября 1937 года уволен из органов НКВД (приказ НКВД СССР № 1998, 1937 г.).  Внесен в Сталинский расстрельный список в «особом порядке» УНКВД по ДВК от 3 февраля 1938 г. по 1-й категории («за» Сталин, Ворошилов, Молотов, Каганович). Осуждён в «особом порядке» и расстрелян в г.Хабаровск 5 февраля 1938 года  в 23.00. Предположительное место захоронения — Хабаровское городское кладбище.
Посмертно реабилитирован Президиумом Верховного суда СССР постановлением от 28 апреля 1980 года ; дело прекращено за отсутствием состава преступления.

## Семья
Жена : Западная Елена Константиновна. Родилась в 1911 г. в г.Киев; русская; на момент ареста домохозяйка. Проживала: г. Хабаровск ДВК. Арестована  15 августа 1937 г. Внесена в список «в особом порядке» УНКВД по ДВК от 3 февраля 1938 г. по 1-й категории («за» Сталин, Ворошилов, Молотов, Каганович ). Осуждёна в «особом порядке» по ст.ст. 58-2, 58-11 ("участие в антисоветской правотроцкистской организации в органах НКВД")  УК РСФСР и расстреляна в г.Хабаровск 4 февраля 1938 года. Предположительное место захоронения — Хабаровское городское кладбище. Реабилитирована посмертно  7 января 1980 года по определению Военного трибунала Московского ВО за отсутствием состава преступления.
Старший брат -  Арнольдов-Кессельман Арнольд Аркадьевич (Авраам Израилевич)
Средний брат   Кессельман Михаил Аркадьевич (Израилевич)
Сестра — Циля Израилевна Кессельман, сотрудница Управления РКМ.

## Награды
- орден Красного Знамени (14.02.1936) в ознаменование 15-летней годовщины пограничной охраны НКВД СССР, за выдающиеся заслуги по охране границ социалистической родины, бдительность, беспощадную борьбу с классовым врагом и героические поступки, проявленные частями пограничной охраны, бойцами, командирами, политработниками и колхозниками пограничных районов, и достижения в деле боевой и политической подготовки частей пограничной охраны НКВД.
- памятно-наградной знак Одесской Красной Гвардии (04.1923).
- нагрудный знак «Почетный работник ВЧК-ГПУ (V)» № 148 (31.10.1924).
- нагрудный знак «Почетный работник ВЧК-ГПУ (XV)» № 507 (20.12.1932).
- золотое оружие от Всеукраинского центрального исполнительного комитета (ВУЦИК) и коллегии ГПУ УССР (02.1923).
- боевое оружие с надписью на золотом шильдике «За самоотверженную работу в органах ЧК-ГПУ, активную и энергичную борьбу с контрреволюцией, шпионажем и бандитизмом» от ВУЦИК (28.12.1927).
- юбилейный жетон «В память 10-летия ОГПУ» (28.12.1927), вставлен в деревянную кобуру к наградному боевому оружию.
- золотые часы от Харьковского исполкома (10.03.1923).
- золотые часы от Киевского исполкома (12.1927).